# 에브리바디스 파인
《에브리바디스 파인》(영어: Everybody's Fine)은 2009년에 개봉한 미국의 드라마 영화이다. 커크 존스가 각본과 감독을 맡고, 로버트 드니로, 드루 배리모어, 케이트 베킨세일, 샘 록웰 등이 출연하였다. 주세페 토르나토레의 이탈리아 영화 《모두 잘 지내고 있다오》(1990)의 리메이크작이며 브라질, 일본, 러시아에서는 DVD로 소개되었다.

## 줄거리
최근 회사에서 퇴직하고 아내와도 사별한 프랭크는 집을 찾아오기로 했던 자녀들이 막바지에 이를 취소하자 한 명씩 직접 방문하기로 한다. 사실 자녀 넷에겐 프랭크에게 숨기고 있는 비밀이 하나씩 있다.

## 출연
- 로버트 드니로 - 프랭크 구드[2] 역
- 드루 배리모어 - 로지 구드[2] 역
  - 매켄지 밀론 - 어린 시절의 로지 역
- 케이트 베킨세일 - 에이미 구드[2] 역
  - 릴리 모 신 - 어린 시절의 에이미 역
- 샘 록웰 - 로버트 구드[2] 역
  - 셰이머스 데이비피츠패트릭 - 어린 시절의 로버트 역
- 오스틴 리시 - 데이비드 구드 역
  - 챈들러 프랜츠 - 어린 시절의 데이비드 역
- 캐서린 메니그 - 로지의 애인, 질리 역
- 멀리사 리오 - 트럭 기사, 콜린 역
- 루시언 메이즐 - 에이미의 아들, 잭 역
- 데이미언 영 - 에이미의 별거 중인 남편, 제프 역
- 제임스 프레인 - 에이미의 현재 애인, 톰 역
- 소니아 스튜어트 - 진 구드 역
  - 미미 리버 - 진 구드의 목소리 역